# Ку Џачол
Ку Џачол (кореј. 구자철; 27. фебруар 1989) јужнокорејски је фудбалер који тренутно наступа за катарски клуб Ал Гарафу на позицији везног фудбалера.
Са добром техником и визијом игре, Џачол има способност да нађе пут до мреже, обично приказујући таленат да уђе у противнички шеснаестерац непримијећен.

## Клупска каријера

### Почетак каријере
Џачол је фудбалом почео да се бави од десете године, у фудбалском клубу у оквиру основне школе. Током периода јуниорске каријере, претежно је играо као одбрамбени фудбалер, али није био нарочито добар, један од разлога била је и анемија, од које је боловао. Године 2006, као дио Боин средње школе, учествовао је на фудбалском такмичењу средњих школа, које се одржавало једном годишње на острву Чеџу. Предводећи своју школу до другог мјеста, скренуо је пажњу на себе тадашњем тренеру Чеџу јунајтеда.

### Чеџу јунајтед
Године 2007, Чеџу јунајтед је изабрао Џачола на драфту К лиге, али није успио да остави добар утисак у прве двије сезоне проведене у клубу, због бројних повреда. Ипак, успио је да се избори за мјесто у првом тиму, играјући углавном на позицији задњег везног фудбалера. У јануару 2010. године, позван је од стране Блекбери роверса на пробу, али није прешао у Енглеску. Умјесто тога, провео је најбољу сезону у редовима Чеџу јунајтеда, у којој је клуб освојио неочекивано друго мјесто, завршивши три бода иза Сеула. На крају сезоне, првих шест клубова игра К првенство, које је Чеџу изгубио у финалу од Сеула; након 2:2 у првој утакмици, Сеул је славио кући 2:1 и освојио титулу. Џачол је добио награду за "фантастични играч", награду за најбољег асистента лиге, а такође је био у идеалној постави лиге.

### Волфсбург
На дан 30. јануара 2011, Џачол је прешао у њемачки Волфсбург, током зимског прелазног рока, потписавши уговор на три и по године. За Волфсбург дебитовао је 12. фебруара 2011, на утакмици против Хамбургера; ушао је у игру у 64. минуту, у поразу 0:1.

### Позајмица у Аугзбург
На дан 31. јануара 2012. године, прешао је на позајмицу у Аугзбург. Током периода у Аугзбургу постигао је пет голова, у 15 наступа и играо је значајну улогу помогавши Аугзбургу да опстане у свом дебитантском наступу у Бундеслиги.
У другој сезони у клубу, био је оптерећен повредама, али је ипак био један од важнијих играча, који су помогли Аугзбургу да избјегне испадање другу сезону заредом. У децембру 2012, на утакмици против Бајерн Минхена у оквиру Купа Њемачке, био је умијешан у свађу са Франком Риберијем. Након спорног досуђеног слободног ударца, Џачол се расправљао са Риберијем и дотакао га по лицу, док га је Рибери ошамарио. Судија, Торстен Кинефер, дао је Џачолу жути, а Риберију црвени картон. Тренер Бајерна, Јуп Хајнкес, сматрао је да су оба играча крива за инцидент, истакавши да иако га је Џачол испровоцирао, Рибери није смио да реагује.

### Мајнц 05
На дан 18. јануара 2014. прешао је у Мајнц 05, потписавши уговор на четири и по године. Први гол за нови клуб постигао је у побједи над Фрајбургом 2:0. У квалификацијама за Лигу Европе 2014/15, на гостовању Астерасу, Џачол је постигао гол у поразу 3:1. У оквиру Бундеслиге у сезони 2014/15, постигао је пет голова, од тога два у поразу кући од Леверкузена 3:2; Леверкузен је водио 3:0, а затим је Џачол постигао голове у 78 и 90. минуту за коначан резултат.

### Аугзбург
На дан 31. августа 2015, вратио се у Аугзбург. Први хет трик Аугзбурга у Бундеслиги постигао је управо Џачол, против Леверкузена, 6. марта 2016, у ремију 3:3. Аугзбург је водио 3:0, након чега је Леверкузен успио да постигне три гола и освоји бод. Прва сезона у Аугзбургу била је његова најефикаснија у каријери, постигао је осам голова. Први гол у сезони 2016/17 постигао је у поразу од Бајерн Минхена 3:1. У сезони 2017/18 постигао је два гола, против Хамбургера и Ајнтрахт Франкфурта.

## Репрезентативна каријера
Џачол је играо кључну улогу у репрезентацији Јужне Кореје, која је освојила треће мјесто на Купу Азије 2011, постигао је пет голова и уписао три асистенције, завршивши турнир као најбољи стријелац.
Током Олимпијских игара 2012, играо је на позицији централног везног за репрезентацију Јужне Кореје до 23 године. Играо је на свакој утакмици на Играма и постигао је други гол у побједи 2:0 над Јапаном, у утакмици за бронзану медаљу. Јужна Кореја је тако по први пут у историји освојила бронзану медаљу на Олимпијским играма, а такође је постала друга репрезентација из Азије која је играла у полуфиналу Олимпијских игара.
Џачол је именован за капитена Јужне Кореје на Свјетском првенству 2014. Постигао је гол у поразу 4:2 од Алжира, у другој утакмици групне фазе. На Купу Азије 2015, играо је кључну улогу у побједи 1:0 над Оманом на отварању; проглашен је за играча утакмице. На утакмици против Аустралије се повриједио и пропустио је остатак првенства.
Џачол се нашао на списку играча за Свјетско првенство 2018. На првенству играо је на двије утакмице: у поразу 1:0 од Шведске и побједи 2:0 против Њемачке.

## Приватни живот
Џачол воли у слободном времену да шопингује по Њемачкој. Почасни је амбасадор јужнокорејских ваздушних снага. Његов блиски пријатељ — Ки Сонјонг открио је гостујући у телевизијској емисији "Камп за лијечење, Зар ниси срећан", да је Џачолу надимак Кугл Герим (кореј. 구글거림), због шашавог начина говора понекад.
Вјенчао се 24. јуна 2013, у хотелу Гранде Вакерхил.

## Трофеји

### Клуб
Чеџу јунајтед
- К1 лига Друго мјесто: 2010

### Репрезентација
Јужна Кореја
- АФК азијски куп Друго мјесто: 2015.
- АФК азијски куп Треће мјесто: 2011.
- Првенство Источне Азије: 2008.

### Индивидуално
- Идеални тим К лиге: 2010.
- Најбољи асистент К лиге: 2010.
- Најбољи фудбалер Јужне Кореје: 2010.
- Најбољи стријелац АФК азијског купа: 2011.